# Ludovic Pajot
Ludovic Pajot, född 18 november 1993 i Beuvry i Pas-de-Calais, är en fransk politiker.